# Глифталевые смолы
Глифта́левые смо́лы являются наиболее распространёнными разновидностями полиэфирных (алкидных) смол и представляют собой продукты поликонденсации глицерина с фталевым ангидридом. Для различных нужд производят смолы в чистом и в модифицированном виде. Немодифицированная смола имеет твёрдую и хрупкую структуру, прозрачную в тонком слое. Цвет — от жёлтого до тёмно-коричневого.
В чистом виде глифталевые смолы применяются редко из-за ряда недостатков: хрупкости, ограниченной растворимости, склонности к гелеобразованию, несовместимости со многими компонентами лаков. Для их отверждения необходима высокая температура и большая выдержка. Основное применение имеют глифталевые смолы, модифицированные различными добавками. Они обладают лучшей растворимостью в органических растворителях, совместимостью с другими пленкообразующими веществами. В качестве модифицирующих веществ применяются растительные масла, жирные и смоляные кислоты. Глифталевые смолы отличаются высокими электроизоляционными свойствами и хорошей водостойкостью, что позволяет широко применять их для изготовления электроизоляционных пластиков, электроизоляционных лаков и лакокрасочных материалов. Глифталевые смолы имеют повышенную теплостойкость до 150 °C. Они отличаются от бакелитовых смол повышенной эластичностью, стойкостью к старению при повышенных температурах и высокой адгезией.

## Процесс образования
Технология процесса получения чистой смолы состоит из предварительного нагрева глицерина (29,2 % или 2 Моль) в реакторе до 120 °C, добавления фталевого ангидрида (70,8 % или 3 Моль), нагрева расплавленной и перемешанной массы до 190—200 °C, выдержки, последующего отверждения и помола.
Модифицированные смолы получают с применением свободных жирных кислот, касторового масла или более сложным способом — расщеплением растительных масел в чистом виде с последующей их переэтерификацией методом алкоголиза.

### Немодифицированные смолы

В начале процесса, вследствие этерификации гидроксильных групп глицерина возникают кислые моноэфиры, при этом кислотность смеси сильно снижается. Затем образуются диэфиры глицерина. В результате дальнейшей реакции конденсации, которая сопровождается выделением воды, образуются полимеры различного строения и разной молекулярной массы.
Реакция образования кислых эфиров сопровождается выделением тепла без выделения воды, с большой скоростью. Конденсация кислых эфиров протекает медленнее и сопровождается превращением линейных молекул в разветвлённые и сшитые. Уменьшается кислотное число и число гидроксильных групп.
В конечной стадии процесса скорость полимеризации увеличивается, а растворимость уменьшается. Реакцию прекращают раньше, для того, чтобы получить растворимый продукт, так как есть опасность гелеобразования — перехода смолы из жидкой и текучей в нерастворимый трёхмерный полимер.

### Модифицированные смолы

Образование модифицированной глифталевой смолы

Начальная стадия проходит через моноглицерид с образованием кислого эфира, который может вступать в дальнейшую конденсацию с подобными соединениями или с молекулами основных компонентов. Образуются смолы с малой кислотностью и высокой эластичностью. При дальнейшем нагревании и за счёт двойных связей жирных кислот смолы могут преобразовываться в трёхмерный полимер. При увеличении жирности композиции происходит уменьшение скорости полимеризации, снижение твердости и повышение растворимости в нефтяных углеводородах.
В качестве модифицирующих добавок широко применяются смолы на основе рицинолевой кислоты (касторового масла). Также применяются синтетические оксикарбоновые кислоты на основе парафина. Введение насыщенных жирных кислот (например стеариновой) повышает теплостойкость смолы. В некоторых рецептах применяются смоляные кислоты (канифоль), что придаёт блеск и твердость лаковой плёнке. Ненасыщенные жирные кислоты позволяют добиваться отверждения лаковой плёнки при 20 °C.

## Применение
Глифталевые смолы нашли широкое применение при изготовлении глифталевых лаков и эмалевых красок холодной и горячей сушки, а также при изготовлении нитролаков и нитрокрасок. Плёнки, полученные из лаков на глифталевых смолах, обладают хорошей твердостью, эластичностью и не размягчаются.
- Глифталевая смола, модифицированная жирными кислотами высыхающих масел (льняного, древесного), служит для изготовления хорошо высыхающих на воздухе лаков, образующих эластичные и атмосфероустойчивые плёнки.
- При модификации жирными кислотами полувысыхающих и невысыхающих масел (подсолнечного, хлопкового), глифталевая смола, используется для приготовления лаков горячей сушки.
- Смолы на основе жирных кислот касторового масла (резиловые смолы) применяют в производстве нитроцеллюлозных лаков.
- Глифталевые смолы с высоким содержанием жирных кислот (жирные смолы) применяются в составе грунтовок на глифталевых лаках.
- Глифталевые смолы с более низким содержанием жирных кислот (тощие смолы) применяют для изготовления шпатлёвок.[3]

При маркировке упаковок лакокрасочных материалов на основе глифталевой смолы применяется буквенное обозначение ГФ.